# 대한불교미륵종
대한불교 미륵종(大韓佛敎彌勒宗)은 1964년 10월 28일 전라남도 광산군 서창면 풍암리 769에서 김홍현(金洪玄) 스님이 창종하였으며 미륵 · 정토사상계에 속한 한국불교의 한 종파이다.
미륵불을 본존불로, 진표율사를 종조로, 종지(宗旨)는 미륵불을 원불로 하여 미륵정법에 귀의, 중생을 수순하여 제세구중하여 삼강오륜과 천지인 3합으로 선불유(仙佛儒)를 통합함에 있다.
본래 증산(甑山) 강일순(姜一淳)의 계시로 홍원(洪原) 김계주(金桂朱)가 1942년 9월 무교(戊敎)로 개교, 1946년 무을교(戊乙敎)로 개칭하여 활동하다가 1950년 공산당으로 학살당함에 자연히 해체 상태에 있다가 1964년 김홍현 스님이 미륵종으로 변경 등록하였다.
중요행사로는 상감님생신일(上監任生辰日: 6월 21일), 염제신농씨제일(炎齊神農氏祭日: 6월 15일), 미륵선화 기념치성일(彌勒仙化記念致誠日: 6월 24일) 등이 있다.